# Медведев, Юрий (чешский футболист)
Юрий Медведев (чеш. Jurij Medveděv; род. 18 июня 1996, Батамшинский, Актюбинская область) — чешский футболист, защитник братиславского «Слована».

## Клубная карьера
Родился 18 июня 1996 года в посёлке Бадамша в Казахстане. В раннем возрасте переехал с семьёй в Чехию, где поселился в районе города Пльзень. Футболом начал заниматься в возрасте 6 лет в клубе «Сушице». В 13 лет был замечен скаутами «Виктории», с которой подписал контракт. Летом 2015 года был отдан в аренду в клуб второй лиги Чехии «Баник Соколов», в котором выступал на протяжении двух сезонов. Летом 2017 года перешёл в словацкий клуб «Сеница». Дебютировал в новом клубе 23 июля 2017 года в матче первого тура чемпионата Словакии против «Тренчина». 11 января 2018 года перешёл в братиславский «Слован».
20 июня 2023 года перешёл в российский клуб «Сочи» на правах свободного агента. Всего провёл за клуб 16 матчей во всех турнирах, забил один мяч и сделал одну результативную передачу. 14 июня 2024 года покинул «Сочи» и вернулся в «Слован».

## Карьера в сборной
Выступал за сборную Чехии до 19 лет, однако в будущем готов выступать за сборную Казахстана.